# فرودگاه بین‌المللی بوداپست فرنتس لیست
فرودگاه بین‌المللی بوداپست فرنتس لیست (مجاری: Budapest Liszt Ferenc Nemzetközi Repülőtér) (به انگلیسی: Budapest Ferenc Liszt International Airport) یک فرودگاه همگانی مسافربری با کد یاتا BUD است که یک باند فرود بتن و آسفالت دارد و طول باند آن ۳۷۰۷ متر است. این فرودگاه در شهر بوداپست، پایتخت مجارستان قرار دارد و در ارتفاع ۱۵۱ متری از سطح دریا واقع شده‌است.

## شرکت‌های هواپیمایی و مقصدهای پروازی

### مسافری[۱]
| شرکت‌های هواپیمایی                                          | مقصدهای پروازی |
| ---------------------------------------------------------- | --- |
| ایجین ایرلاینز                                             | آتن |
| ایر لینگاس                                                 | دوبلین |
| آئروفلوت                                                   | شرمتیوو |
| هواپیمایی الجزایر                                          | هواری بومدین |
| ایربالتیک                                                  | ریگا |
| ایر کانادا روژ                                             | فصلی: پیرسون تورنتو |
| ایر قاهره                                                  | غردقه |
| ایر چاینا1                                                 | پکن |
| ایر فرانس                                                  | شارل دوگل پاریس |
| آلیتالیا                                                   | لئوناردو دا وینچی-فیومیچینو |
| امریکن ایرلاینز                                            | فصلی: فیلادلفیا (آغاز از ۵ مه ۲۰۱۸) |
| آسترین ایرلاینز                                            | وین |
| بلاویا                                                     | بلگراد نیکولا تسلا، مینسک |
| بریتیش ایرویز                                              | هیترو لندن |
| بروکسل ایرلاینز                                            | بروکسل |
| چک ایرلاینز                                                | پراگ رازیون |
| ایزی‌جت                                                     | اسخیپول آمستردام، برلین شونفلد، گاتویک، لیون-سینت اگزوپری، شارل دوگل پاریس، ونیز مارکو پولو (پایان در ۲۸ اکتبر ۲۰۱۷) |
| easyJet Switzerland                                        | بازل-مولوز-فرایبورگ اروپا، ژنو |
| هواپیمایی مصر اجرا توسط اجیپت‌ایر اکسپرس                    | قاهره |
| هواپیمایی امارات                                           | دوبی |
| یورو وینگز                                                 | دوسلدورف |
| یورو وینگز اجرا توسط جرمن‌وینگز                             | کلن بن، هامبورگ، اشتوتگارت |
| فلای‌بی اجرا توسط استوبارت ایر                              | جنوبی لندن |
| فن‌ایر                                                      | هلسینکی |
| شبه‌جزیره ایبری                                             | فصلی: مادرید-باراخاس |
| جت۲.کام                                                    | ایست میدلند، ادینبرو، لیدز برادفورد، منچستر |
| کاال‌ام                                                     | اسخیپول آمستردام |
| لوت پولیش ایرلاینز                                         | اوهر شیکاگو (آغاز از ۵ مه ۲۰۱۸)، جان اف کندی (آغاز از ۳ مه ۲۰۱۸)، شوپن ورشو |
| لوفت‌هانزا                                                  | فرانکفورت، مونیخ |
| لوفت‌هانزا رجینال اجرا توسط لوفت‌هانزا سیتی‌لاین              | فرانکفورت، مونیخ |
| نروجین ایر شاتل                                            | کپنهاگ، هلسینکی، گاردرموئن اسلو، استکهلم-آرلاندا فصلی: گاتویک |
| پگاسوس ایرلاینز                                            | صبیحه گوکچن |
| هواپیمایی قطر                                              | حمد |
| رایان‌ایر                                                   | آتن، بارسلونا-ال پرات، باووایس-تیلی، اوریو آل سریو، برلین شونفلد، بیلاند، بریستول، بروکسل جنوب شرلروآ، کپنهاگ، دوبلین، ایست میدلند، ادینبرو (آغاز از ۳۰ اکتبر ۲۰۱۷), گرن کناریا، استانستد لندن، مادرید-باراخاس، مالاگا، مالت، منچستر، مراکش-منارا (آغاز از ۳۰ اکتبر ۲۰۱۷), ناپل (آغاز از ۳۱ اکتبر ۲۰۱۷), نورنبرگ، پالرمو (آغاز از ۲۹ اکتبر ۲۰۱۷), گالیله، پراگ رازیون (آغاز از ۲۳ اکتبر ۲۰۱۷), چمپینو، رم، ترویزو، والنسیا (آغاز از ۳۰ اکتبر ۲۰۱۷) فصلی: کورفو، عوودا، تامپره-پریکالا |
| سوئیس اینترنشنال ایرلاینز                                  | زوریخ |
| سوئیس اینترنشنال ایرلاینز اجرا توسط سوئیس گلوبال ایر لاینز | زوریخ |
| تاپ پرتغال                                                 | لیسبون پورتلا |
| تاروم                                                      | هنری کواندا |
| ترانساویا.کام                                              | روتردام دی‌هیگ |
| ترنسویا فرانس                                              | اورلی |
| تراول سرویس                                                | فصلی: آنتالیا، ملک حسین، بورگاس، خانیا، کورفو، غردقه، هراکلین، ملی جزیره کارپتاس، سفلوونیا، پالما د مایورکا، رود، شرم‌الشیخ، زاکینثوس |
| ترکیش ایرلاینز                                             | آتاترک |
| هواپیمایی بین‌المللی اوکراین                                | بوریسپیل |
| آپ اجرا توسط ال عال                                        | بن گوریون |
| ویولینگ                                                    | فصلی: بارسلونا-ال پرات |
| ویز ایر                                                    | آلیکانته-الچه، اگادیر المسیره (آغاز از ۳۱ اکتبر ۲۰۱۷), آستانه، حیدر علی‌اف، بارسلونا-ال پرات، باری، بازل-مولوز-فرایبورگ اروپا (آغاز از ۳ مه ۲۰۱۸), فلسلند برگن، بیرمنگام، بلوونی گوگلیلمو مارکونی، هنری کواندا، بوردو–مریگناک (آغاز از ۲۲ سپتامبر ۲۰۱۷), کاتانیا-فونتاناروسا، بروکسل جنوب شرلروآ، کلوژ-نپوکا (پایان در ۲۷ اکتبر ۲۰۱۷), دورتموند، آل مکتوم، آیندهوون، فرانکفورت (آغاز از ۱۵ دسامبر ۲۰۱۷), فوئرته‌ونتورا، گلاسگو، گوتنبرگ-لاندوتر، فرانکفورت-هان (پایان در ۱۱ دسامبر ۲۰۱۷), هانوفر، کارلسروهه/بادن-بادن، کیف ژولیانی، کوتائیسی، لامتزیا ترمه، لانزاروته، لارناکا، لیسبون پورتلا، جان لنون لیورپول، لوتن لندن، مادرید-باراخاس، مالاگا، مالمو، مالت، میلانو مالپنسا، ونوکووا، ناپل، نیس کوت دازور، پودگوریتسا، فرنسیسکو جسا کارنئیرو، پریشتینا، کفلاویک، لئوناردو دا وینچی-فیومیچینو، پالکوو (آغاز از ۲۳ اوت ۲۰۱۷)، سارایوو، اسکندر کبیر اسکوپیه، صوفیه، سولا استاوانگر (آغاز از ۱۵ مارس ۲۰۱۸), استکهلم-اسکاوستا، ترگو مورش (برقراری مجدد از ۱۵ دسامبر ۲۰۱۷), بن گوریون، تنریف جنوبی، سالونیک، مادر ترزای تیرانا، شوپن ورشو فصلی: فرتیلیا، بورگاس، کورفو، فارو، هراکلین، ایبیزا، پالما د مایورکا، رود، زاکینثوس |

Notes:
^ : ایر چاینا's flight from پکن to Budapest stops in مینسک، but the flight from Budapest to پکن is nonstop. ایر چاینا does not have local traffic rights on مینسک – Budapest sector.

### باری
| شرکت‌های هواپیمایی                                    | مقصدهای پروازی                                                   |
| ---------------------------------------------------- | ---------------------------------------------------------------- |
| ASL Airlines Belgium                                 | اسخیپول آمستردام، لیژ، مونیخ، نورنبرگ، وین                       |
| کارگولوکس                                            | آلماتی، حیدر علی‌اف، هنگ کنگ، لوگزامبورگ - فیندل، تائویوان تایوان |
| CityLine Hungary                                     | بلگراد نیکولا تسلا                                               |
| دی‌اچ‌ال اوییشن اجرا توسط یوروپین ایر ترنسپورت لایپزیگ | اوریو آل سریو، بروکسل، هنری کواندا، کلن بن، لایپزیگ/هال          |
| Farnair Hungary                                      | بازل-مولوز-فرایبورگ اروپا، کلن بن                                |
| فدکس اکسپرس اجرا توسط ای‌اس‌ال ایرلاینز ایرلند         | شارل دوگل پاریس، وین                                             |
| آرای‌اف-اویا                                          | کلوژ-نپوکا، ترایان وویا                                          |
| هواپیمایی قطر                                        | دوحه، پراگ                                                       |
| سیلور ایر                                            | کلوژ-نپوکا، ترایان وویا                                          |
| Solinair                                             | وین                                                              |
| Swiftair                                             | نورنبرگ                                                          |
| ترکیش ایرلاینز                                       | آتاترک، بوریسپیل                                                 |
| یوپی‌اس ایرلاینز                                      | کلن بن، پراگ رازیون                                              |